# Coolwind
有限会社COOLWIND（クールウィンド）は、東京都杉並区に本社を置く、歌手・ミュージシャン・俳優など芸能人のマネージメントおよび、音楽制作・ラジオ番組・ラジオCMなどの企画・制作を行う会社。
1996年5月24日に有限会社ロンサムクロウミュージックとして設立し、2011年5月11日に現商号に変更された。所属団体は一般社団法人日本音楽制作者連盟。代表取締役は渡辺康司。

## 概要
1996年5月に代表取締役の渡辺康司が株式会社エムエスアーティストプロダクツ（現・株式会社MSエンタテインメント）から独立する形で設立された。設立当時は歌手・アーティストのマネージメントの他に、レコード会社からプロモーションの委託業務も行っていた。
その後、インディーズレーベルを設立しCDの制作及び販売も行う。またコンサートの制作も行い、1998年には中国在住のバンド、黒豹のライブを企画制作した。また、太田裕美のコンサートツアーの制作協力を行っている。
2003年にはDREAMS COME TRUE「決戦は金曜日」をサンプリングしたマキシシングル「Friday let me down featuring Diggy MO’(SOUL'd OUT)」a.mia+Key of Lifeを企画した。2004年頃からラジオ番組・ラジオCMの制作も手がけるようになる。2011年5月に有限会社COOLWINDに商号変更し、俳優のマネージメント、ワークショップの運営、企画制作を始めた。

## 演技ワークショップ
講師・映画監督
- 熊澤尚人
- 武正晴
- 塚本連平
- 池田千尋
- 五藤利弘
- 中村真夕

## ラジオ
ドラマ制作
- 岩井俊二プロデュース“円都通信”SEEDS OF MOVIES（JFN系列30局ネット）

CM制作
- JRA〜中山競馬場〜
- デファクトスタンダード「ブランディア」
- 銀座まるかん
- 穴吹工務店（サーパスマンションシリーズ）
- 首都圏新都市鉄道つくばエクスプレス
- 日本自動車工業会

番組制作
- 「北川友紀のふわふわバクダン」K-MIX（静岡エフエム放送）

その他
- 「MIDNIGHT SESSION（現・THE SESSION）」番組プレゼントSPグッズ企画製作（bayfm）

## 所属俳優・歌手・ミュージシャン
所属俳優
- 藤野浩章
- 藍本ゆき保
- 中村友久
- 川崎雅矢
- 若林史子
- 佐々木祐弥

所属歌手・ミュージシャン
- 平塚しげき
- RION

Agent歌手・ミュージシャン
- 松ヶ下宏之(Bluem of Youth) プロフィール
- 佐々木周太郎プロフィール
- DJ K’maプロフィール

## 発売作品
CD発売作品
- 馬渡松子『Break a Thory〜縁enishi〜』（2015年10月2日）
- 馬渡松子『SMILE☆POWER インストゥルメンタル M:Edition』（2013年12月6日）
- 佐々木周太郎『おもいびと』（2013年1月11日）
- 馬渡松子『KISEKI』（2012年5月4日）
- 松ヶ下宏之『2006-2010 Selection』（2011年1月14日）※1
- 松ヶ下宏之『冬』（2010年12月10日）※1
- 松ヶ下宏之『遠隔捜査 - 真実への23日間-オリジナルサウンドトラック』（2009年12月4日）※1
- RION『FLY AWAY』（2008年9月5日）※2
- 馬渡松子『re:Birth!』（2008年6月25日）※3
- RION『C'est la vie』（2007年10月5日）※2
- 平塚茂樹（平塚しげき）『故郷-シングルヴァージョン-』（2004年）
- 平塚茂樹『故郷』（2003年11月11日）
- C'est la vie『You＋I（ユー・アンド・アイ）』（2003年10月10日）
- C'est la vie「まっ。」（マキシシングル）（2002年7月）
- C'est la vie「Selfish Syndrome（現代自分勝手症候群）」（マキシシングル）（2001年1月）

※1 M's Spirit L.C. LABEL（自社レーベル）より発売
※2 M's Spirit LABELより発売
※3 Lucky Lips LABELより発売
配信限定発売作品
- 平塚しげき「ココロの故郷」（2011年12月）

プロデュースCD作品
- 馬渡松子『THE BEST OF MAWATARI MATSUKO』（2013年11月20日）Pony Canyon